# Porphyroid
Porphyroid ist in der Geologie die Bezeichnung für eine Gruppe von metamorphen Gesteinen, welche aus sauren bis intermediären Vulkaniten wie Rhyolith oder Dacit oder auch aus ihren Pyroklastika (Bimsstein) oder entsprechenden Tuffiten paläozoischen Alters als Vorläufergesteine (Protolithen) entstanden sind. In früherer Zeit wurde der Begriff noch in einem breiteren Sinne verwendet und bezeichnete generell Gesteine, die in einer Beziehung zu sauren Vulkaniten („Porphyren“) gesehen wurden.
Die International Union of Geological Sciences empfiehlt in ihren aktuellen Nomenklaturvorschlägen für metamorphe Gesteine aufgrund dieser Unklarheit in der Definition die Verwendung dieses Begriffes nicht mehr. Dessen ungeachtet ist er in bestimmten geologischen Zusammenhängen auch heute noch fest etabliert, so etwa in der Beschreibung entsprechender Vorkommen im südlichen Taunus und Hunsrück.